# كمية قياسية (رياضيات)

الكميات القياسية أعداد حقيقية تستعمل في الجبر الخطي، على عكس المتجهات. تبين هذه الصورة متجها أوقليديا. إحداثياته x و y وطوله كميات قياسية، ولكن v ليس بكمية قياسية.

يطلق اسم الكمية القياسية أو القيمة السلمية في الجبر الخطي على الأعداد الحقيقية وهي ذات علاقة بالمتجهات في عملية تعرف باسم الضرب القياسي والتي بموجبها يضرب متجه ما بكمية قياسية مما ينتج عنه متجه آخر.